# Zavlekov
Zavlekov (en allemand : Zamlekau) est une commune du district de Klatovy, dans la région de Plzeň, en République tchèque. Sa population s'élevait à 423 habitants en 2021.

## Géographie
Zavlekov se trouve à 6 km au sud-est de Klatovy, à 46 km au sud-sud-est de Plzeň et à 107 km au sud-ouest de Prague.
La commune est limitée par Plánice, Hnačov et Zborovy au nord, par Nalžovské Hory et Tužice à l'est, par Nalžovské Hory au sud, par Kolinec au sud-ouest, et par Číhaň à l'ouest.

## Histoire
La première mention écrite du village date de 1369.

## Administration
La commune se compose de cinq sections :
- Zavlekov
- Mladice
- Plichtice
- Skránčice
- Vlčnov

## Galerie

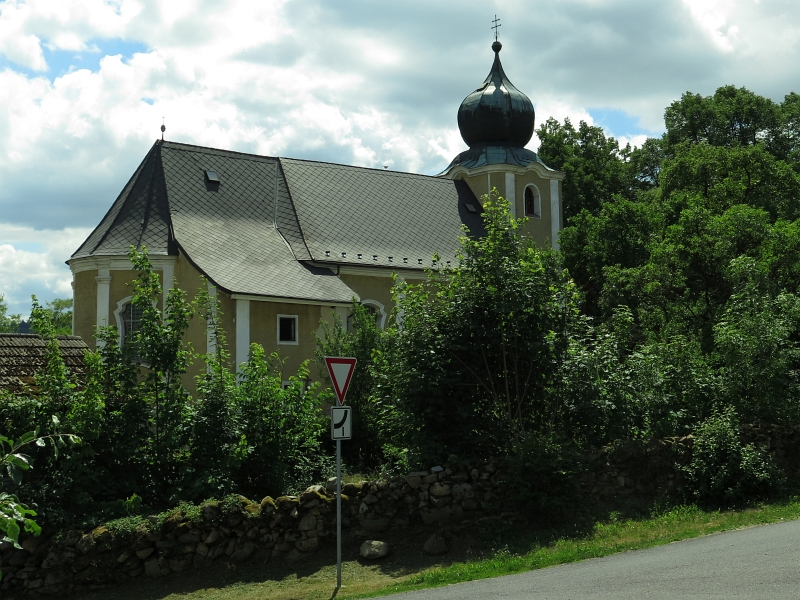
Zavlekov : église de la Sainte-Trinité.
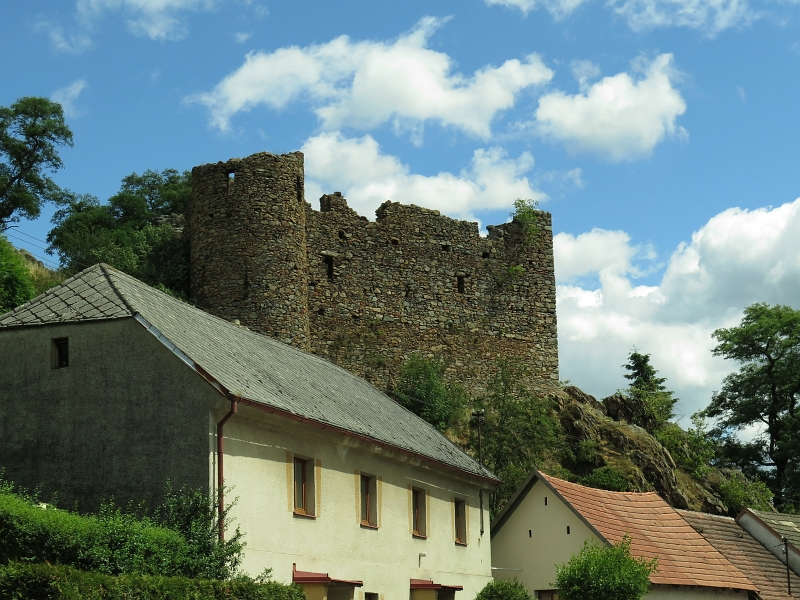
Château de Zavlekov.

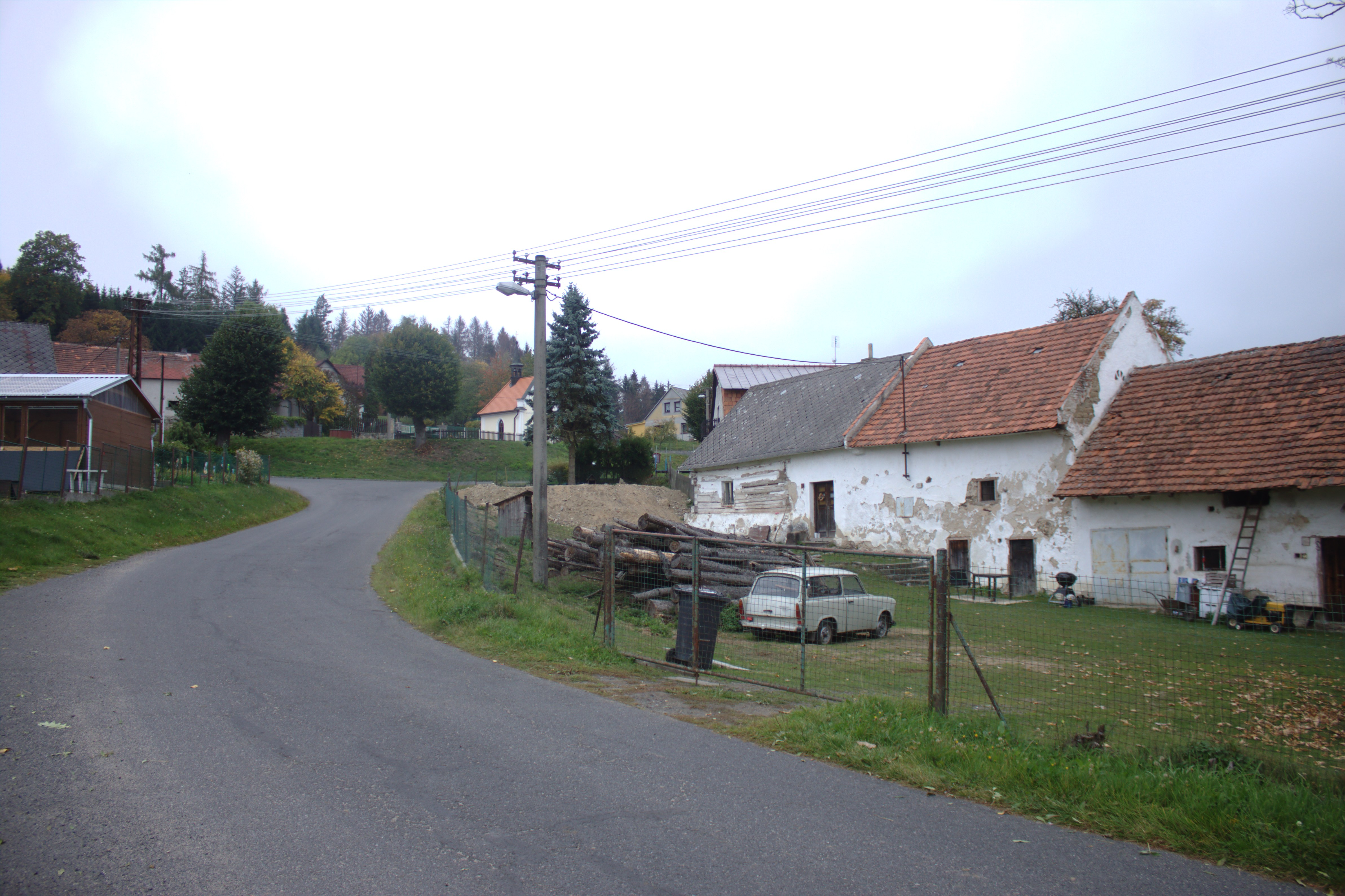
Maisons à Skránčice.
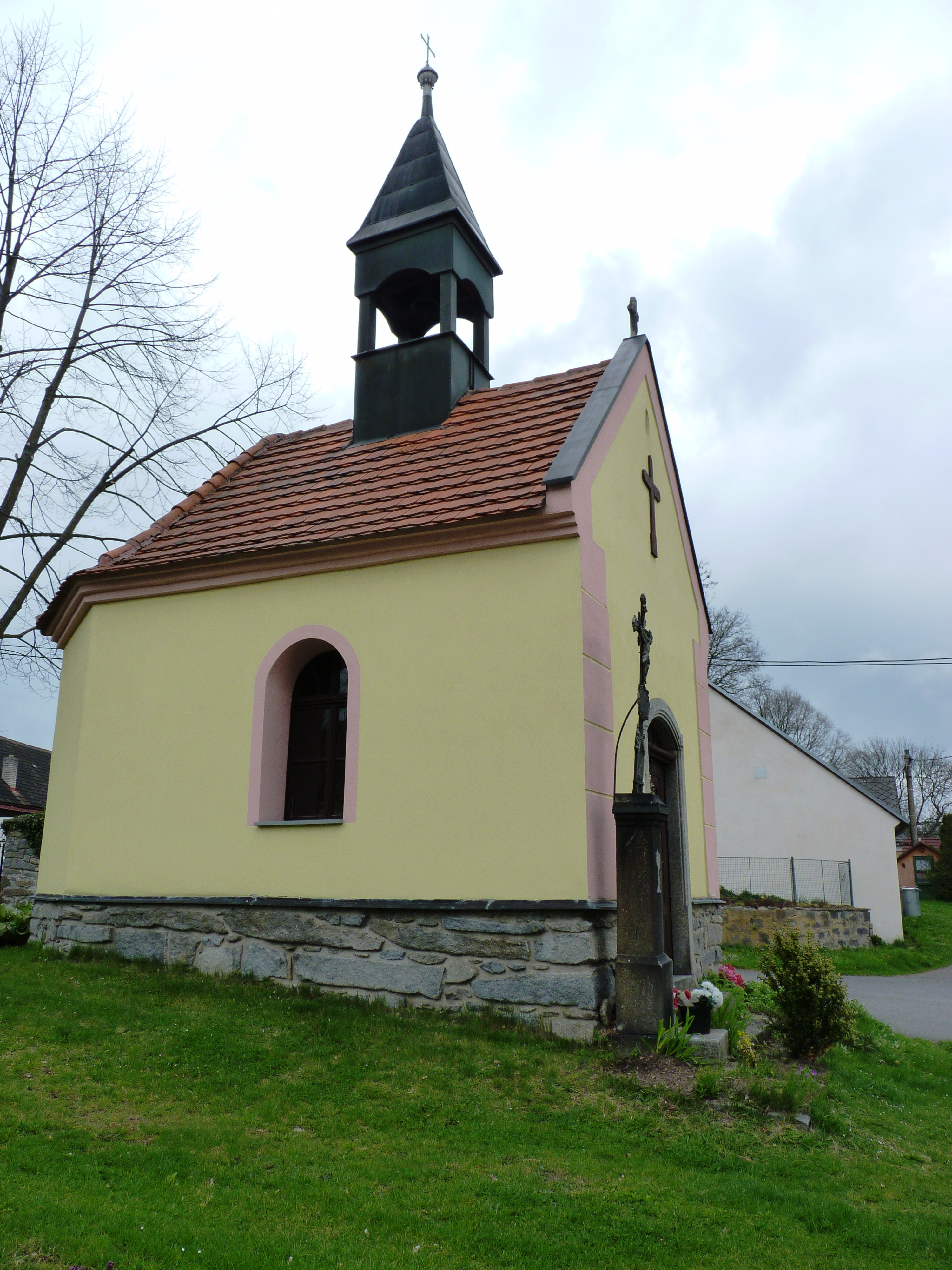
Chapelle à Vlčnov.
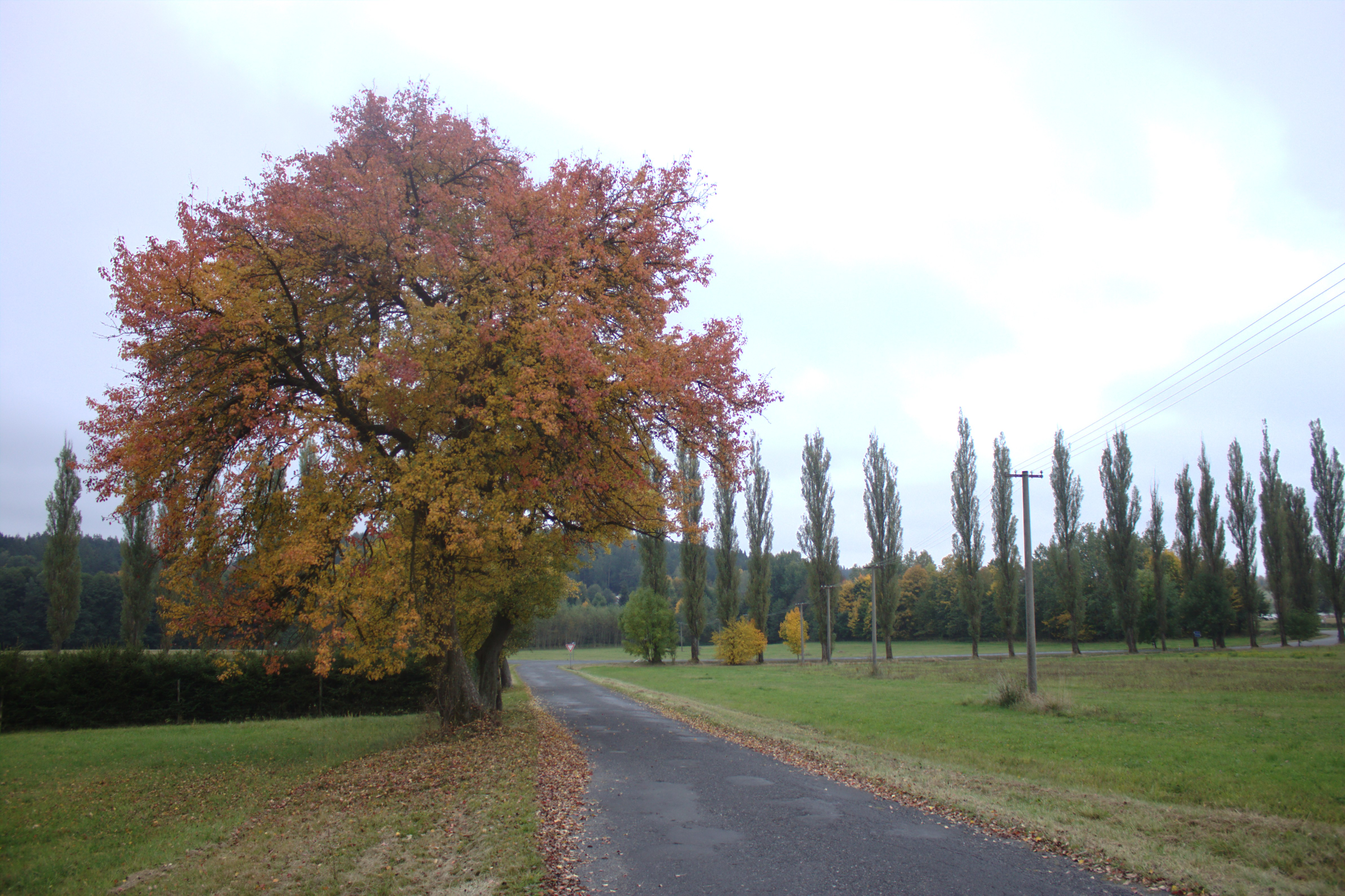
Route à Skránčice.

## Transports
Par la route, Zavlekov se trouve à 7 km de Plánice, à 17 km de Klatovy, à 57 km de Plzeň et à 129 km de Prague.